# قرصت (آيت بن احسين)
قرصت هو دُوَّار يقع بجماعة تيمحضيت، إقليم إفران، جهة فاس مكناس في المملكة المغربية. ينتمي الدوّار لمشيخة آيت بن احسين التي تضم 4 دواوير. يقدر عدد سكانه بـ 460 نسمة حسب الإحصاء الرسمي للسكان والسكنى لسنة 2004.

## روابط خارجية
- البوابة الوطنية للجماعات الترابية نسخة محفوظة 12 مارس 2018 على موقع واي باك مشين.
- المندوبية السامية للتخطيط